# 川崎中央郵便局
川崎中央郵便局（かわさきちゅうおうゆうびんきょく）は、神奈川県川崎市川崎区にある郵便局。民営化前の分類では集配普通郵便局であった（現在は集配機能を廃止）。

## 概要
住所：〒210-8799 神奈川県川崎市川崎区榎町1-2

### 分室
分室はなし。過去に存在した分室は以下の通り。
- 保険分室 - 1943年（昭和18年）3月14日廃止

### 併設施設
- 日本郵便南関東支社
- 日本郵便神奈川監査室
- ゆうちょ銀行川崎店（さいたま支店川崎出張所）：取扱店番号020270

## 沿革
- 1871年4月20日（明治4年3月1日） - 日本の近代郵便制度の創設とともに、川崎郵便取扱所として開設[1]。
- 1873年（明治6年）11月15日 - 川崎郵便役所となる[1]。
- 1875年（明治8年）1月1日 - 川崎郵便局（四等）となる[1]。
- 1888年（明治21年）
  - 4月24日 - 貯金取扱を開始[1]。
  - 5月1日 - 為替取扱を開始[1]。
- 1937年（昭和12年）11月1日 - 等級を二等から一等に変更[2]。
- 1943年（昭和18年）3月13日 - この日限りで川崎市砂子一丁目に存在した保険分室を廃止[3]。
- 1944年（昭和19年）12月15日 - 郵便局で取扱う電話通話事務を除く電話事務を川崎電話局に移管[4]。
- 1949年（昭和24年）9月26日 - 川崎市砂子一丁目から同市宮本町に移転[5]。
- 1951年（昭和26年）7月16日 - 風景印の使用を開始[6]。
- 1956年（昭和31年）11月1日 - 電話通話事務取扱を開始。
- 1958年（昭和33年）2月1日 - 和文電報受付事務の取扱を開始。
- 1964年（昭和39年）7月 - 局舎新築落成。
- 1977年（昭和52年）10月 - 局舎増改築落成。
- 1990年（平成2年）7月2日 - 川崎中央郵便局に改称[7]。
- 1992年（平成4年）8月3日 - 外国通貨の両替および旅行小切手の売買に関する業務取扱を開始。
- 1999年（平成11年）11月1日 - 地域区分局事務を同日開局した川崎港郵便局へ移管。同日、幸区内の郵便番号を変更（〒210→〒212）。
- 2007年（平成19年）10月1日 - 民営化に伴い、併設された郵便事業川崎支店、ゆうちょ銀行川崎店、かんぽ生命保険川崎支店に一部業務を移管。
- 2012年（平成24年）10月1日 - 日本郵便株式会社の発足に伴い、郵便事業川崎支店を川崎中央郵便局に統合。
- 2014年（平成26年）3月17日 - 「210-00xx」区域（川崎市川崎区の西部地域）、「212-00xx」区域（川崎市幸区の全域）の集配業務と渉外業務を川崎港郵便局に移管。同日ゆうゆう窓口を廃し、川崎港郵便局川崎中央分室ゆうゆう窓口設置。
- 2017年（平成29年）4月1日 - 川崎港郵便局川崎中央分室ゆうゆう窓口を廃止。
- 2022年（令和4年）7月19日 - かんぽ生命保険川崎支店が当局から川崎市川崎区日進町7-1 川崎日進町ビルディング（川崎日進町ビル内郵便局と同一のビルに入居）に移転[8]。

## 取扱内容

### 川崎中央郵便局
- 郵便、印紙、ゆうパック、内容証明
- 生命保険、バイク自賠責保険、がん保険- 平日18時まで営業。

### ゆうちょ銀行川崎店
- 貯金、貸付、為替、振替、振込、国際送金、外貨両替、国債、投資信託、変額年金保険
- ATM

## 周辺
- 川崎市役所
- 川崎市川崎区役所
- 川崎市体育館
- 川崎富士見球技場
- 川崎競輪場
- 川崎競馬場

## アクセス
- JR川崎駅（東口）もしくは京急川崎駅から徒歩約13分
- 川崎市営バス、川崎鶴見臨港バス 宮前停留所下車
- 首都高横羽線 大師出入口から西へ約3.5km
- 国道15号（第一京浜）と国道132号（富士見通り）の交点（宮前町交差点）沿い
- 駐車場あり：8台